# Carex chuiana
Espèce
Classification phylogénétique
Carex chuiana est une espèce des plantes du genre Carex et de la famille des Cyperaceae.